# MeesterSpion
MeesterSpion is een Nederlandse komische familiefilm uit 2016, geregisseerd door Pieter van Rijn. De film ging op 24 september in première op het Nederlands Film Festival.

## Verhaal
De ouders van Tim proberen hun droom te realiseren, namelijk de start van een hotel aan de kust. De tienjarige Tim is hier niet zo blij mee want dit betekent verhuizen, een nieuwe school en hopelijk ook nieuwe vrienden. Per toeval ontdekt Tim een verborgen kelder van het hotel waar een heleboel vreemde toestellen staan en een bevroren man in een speciale kist, die na het ontdooien terug bijkomt. De man blijkt sinds 1973 in vriestoestand doorgebracht te hebben en is een spion. Tim en de man proberen te achterhalen wat er meer dan veertig jaar geleden gebeurd is en stuiten zo op nieuwe mysteries. 

## Rolverdeling
| Acteur                | Personage                  |
| --------------------- | -------------------------- |
| Beau Schneider        | Simon Floret, meesterspion |
| Stijn van der Plas    | Tim de Wolf                |
| Aus Greidanus sr.     | Freek Dekker               |
| Nienke de la Rive Box | Karin MacKenton            |
| Lieneke le Roux       | Lexie                      |
| Kay Greidanus         | Jongere Freek Dekker       |
| Simone van Bennekom   | Jongere Lexie              |
| Patrick Stoof         | Leonard de Wolf            |
| Cynthia Abma          | Tine de Wolf               |
| Liz Vergeer           | Eefje de Wolf              |